# Cryptobatis
Cryptobatis is een geslacht van kevers uit de familie van de loopkevers (Carabidae). De wetenschappelijke naam van het geslacht is voor het eerst geldig gepubliceerd in 1829 door Eschscholtz.

## Soorten
Het geslacht Cryptobatis omvat de volgende soorten:
- Cryptobatis brevipennis Chaudoir, 1877
- Cryptobatis chontalensis Bates, 1883
- Cryptobatis cyanoptera (dejean, 1825)
- Cryptobatis hexagona Putzeys, 1846
- Cryptobatis inaequalis Chaudoir, 1877
- Cryptobatis janthinipennis (Buquet, 1834)
- Cryptobatis janthoptera Reiche, 1842
- Cryptobatis laticollis Brulle, 1838